# ADEN (cannone)
L'ADEN è un cannone automatico di tipo revolver inglese moderno di calibro 30 mm.
È l'equivalente inglese del DEFA; è meno diffuso ma presente su tutti gli aerei da caccia britannici degli anni cinquanta, come nel caso dell'Hunter, con 4 armi e 500 colpi complessivi

## ADEN 25
Versione modernizzata dell'Aden inglese, è un derivato della MG 213, con calibro ridotto a 25 mm e velocità iniziale aumentata. Viene usato sugli Harrier GR.Mk 5/7, e sull'Hawk 200.